# Enfants du monde
 (octobre 2021).

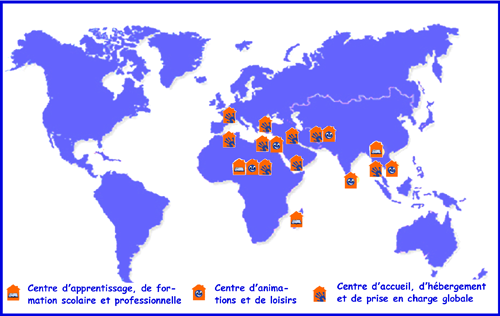

Enfants du monde est une ONG promouvant la défense des droits de l'enfant et des programmes éducatifs. Elle fut créée en France en 1986. Cette association est membre du Conseil français des associations pour les droits de l'enfant (Cofrade). Elle fonctionne en collaboration avec l'Unicef, l'Unesco, la commission européenne, le ministère français des affaires étrangères et travaille en Afghanistan, Algérie, Birmanie, Irak, Liban, Madagascar, Palestine, Soudan, Sri Lanka, Viêt Nam, Yémen. EMDH travaillait aussi en France, où le Centre Enfants du Monde accueille des mineurs étrangers isolés. Il est maintenant géré par la Croix Rouge Française. 
Enfants du monde - Droits de l'homme est membre de l'association fédérative La Voix de l'enfant.

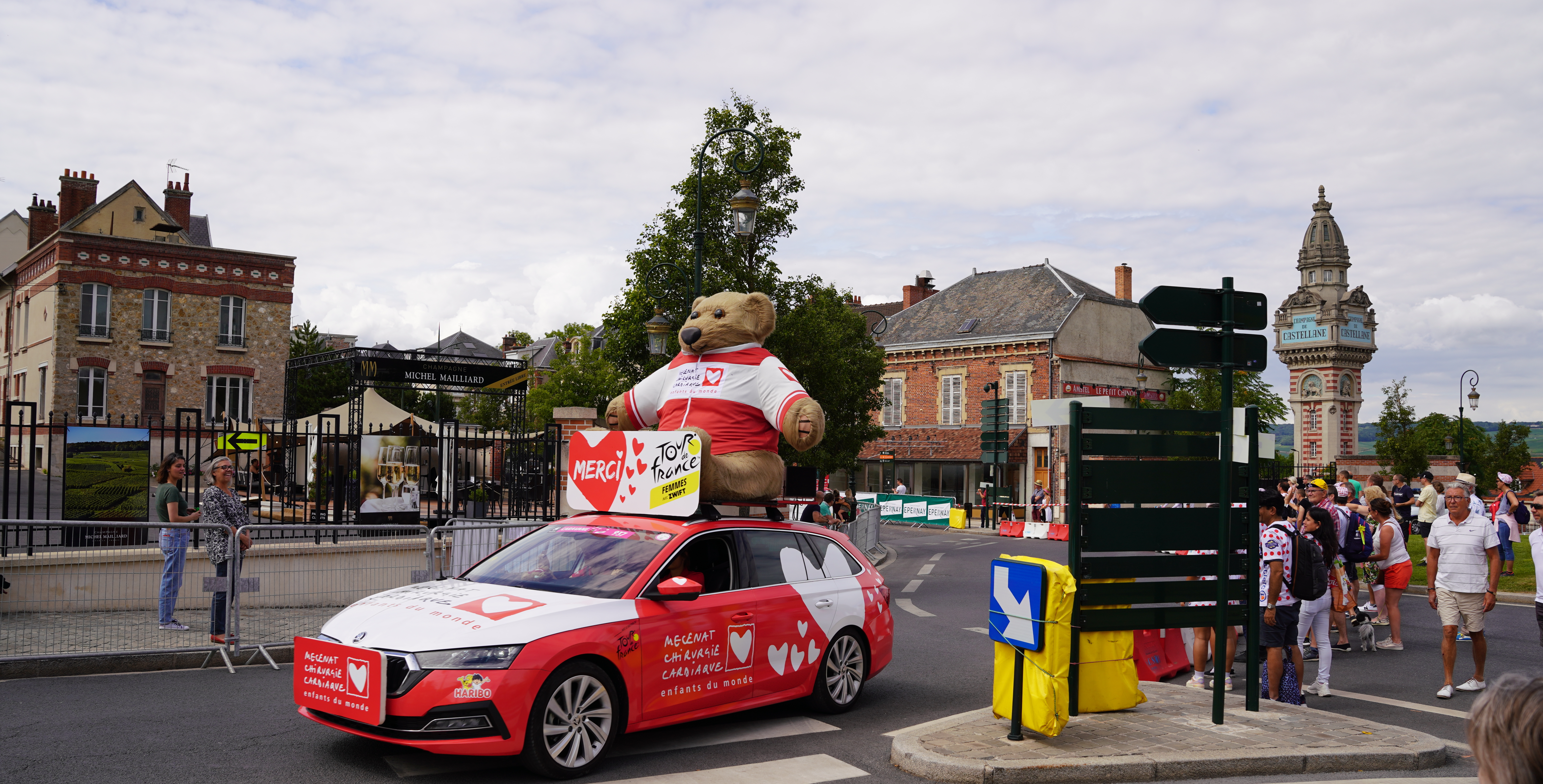
Publicité sur le Tour de France.